# Stroczkowate
Stroczkowate (Serpulaceae Jarosch & Bresinsky) – rodzina grzybów znajdująca się według „Catalogue of Life: 2009 Annual Checklist w rzędzie borowikowców (Boletales).

## Systematyka
Pozycja w klasyfikacji według Index Fungorum: Boletales, Agaricomycetidae, Agaricomycetes, Agaricomycotina, Basidiomycota, Fungi.
Według aktualizowanej klasyfikacji Index Fungorum bazującej na Dictionary of the Fungi do rodziny tej należą rodzaje:
- Austropaxillus Bresinsky & Jarosch 1999
- Gymnopaxillus E. Horak 1966
- Serpula (Pers.) Gray 1821 – stroczek